# EchoStar 14
Echostar 14 ist ein kommerzieller Kommunikationssatellit der amerikanischen EchoStar Corporation.

## Geschichte
Der im Januar 2007 bestellte Satellit wurde am 20. März 2010 mit einer Trägerrakete vom Typ Proton-M der ILS-Launch vom Raketenstartplatz Baikonur in eine geostationäre Umlaufbahn gebracht.
Der dreiachsenstabilisierte Satellit ist mit 103 Ku-Band-Transpondern ausgerüstet und soll von der Position 119° West aus die USA mit hochaufgelösten Fernsehprogrammen der Dish Network Corporation versorgen.
Er wurde auf Basis des Satellitenbus SSL 1300 von Space Systems/Loral (SSL) gebaut und besitzt eine geplante Lebensdauer von 15 Jahren.